# Oil Barons
Oil Barons is een computerspel dat werd ontwikkeld en uitgegeven door Epyx. Het spel werd uitgebracht in 1983 voor verschillende homecomputers. Het spel is een strategiespel van het genre Turn-based strategy. De speler moet hiervoor in verschillende landen grondonderzoek doen, zoals op de zuidpool en in de woestijn. Het doel is om olie te zoeken, te boren en zo veel mogelijk geld te verdienen. Het spel kan met maximaal acht spelers gespeeld worden.

## Platforms
| Platform     | Jaar |
| ------------ | ---- |
| Apple II     | 1983 |
| Commodore 64 | 1983 |
| DOS          | 1983 |